# 26960 Ліувіль
26960 Ліувіль (26960 Liouville) — астероїд головного поясу, відкритий 8 липня 1997 року.
Тіссеранів параметр щодо Юпітера — 3,503.